# Primera batalla de Tarragona
La primera batalla de Tarragona en 1641 fue uno de los episodios del sitio de Tarragona, durante la Sublevación de Cataluña.

## Antecedentes
En la primavera de 1640, Francesc de Tamarit fue encarcelado acusado de no facilitar alojamientos a las levas acuarteladas en Cataluña. El 22 de mayo, los campesinos sublevados entraron en Barcelona y lo pusieron en libertad. El 7 de junio del mismo año, en el Corpus de Sangre, grupos de segadores entraron de nuevo en la ciudad y asesinaron al virrey de Cataluña Dalmau III de Queralt.
En septiembre, el ejército de Felipe IV ocupó Tortosa gracias a la alianza con la clase señorial catalana y el obispo de la ciudad, que, como la gran totalidad de los obispos que ocupaban las sedes catalanas, era políticamente realista. La ocupación estuvo seguida de una durísima represión contra el pueblo sublevado. El 17 de enero de 1641, ante la alarmante penetración del ejército castellano, Pau Claris, al frente de la Generalidad de Cataluña, proclamó la República Catalana, con la adhesión de la burguesía urbana descontenta por la presión fiscal, acordando una alianza político-militar con Francia. Para obtener la ayuda, Cataluña se ponía bajo la obediencia de Luis XIII de Francia. Pocos días después, con la ayuda del ejército francés, la Generalidad obtuvo una importante victoria militar en la batalla de Montjuic del 26 de enero de 1641, y las tropas castellanas se retiraban a Tarragona.
Poco más tarde moría Pau Claris, y la difícil situación local e internacional llevó a la Generalidad a proclamar conde de Barcelona y soberano de Cataluña al rey Luis XIII, y el inicio de una ofensiva para recuperar todo el territorio catalán.
El 4 de mayo de 1641 el ejército francés de Henri d'Escoubleau de Sourdis se presentó ante Tarragona e inició el bloqueo de la ciudad con las tropas de tierra de Philippe de La Mothe-Houdancourt. Durante los meses de mayo y junio se luchó en los alrededores de Tarragona; el Fuerte de Salou cayó ante los franceses el 9 de mayo y Constantí el 13 de mayo. Josep Margarit i de Biure con sus tropas catalanas venció la batalla de El Catllar el 10 de junio contra las fuerzas salidas de Tarragona con el fin de recoger forraje. 
Tarragona estaba a punto de la rendición por falta de alimentos, y se ordenó a García Álvarez de Toledo y Mendoza, el marqués de Villafranca del Bierzo que a toda costa hiciera llegar comestibles, así que reunió en Peñíscola los grupos de galeras de las Españas: las del Reino de Nápoles comandadas por Melchor de Borja y Velasco, las del Reino de Sicilia por Francisco Mejía, las de la República de Génova de Juanetín Doria, aparte de las de España baradas en Cádiz.

## La batalla

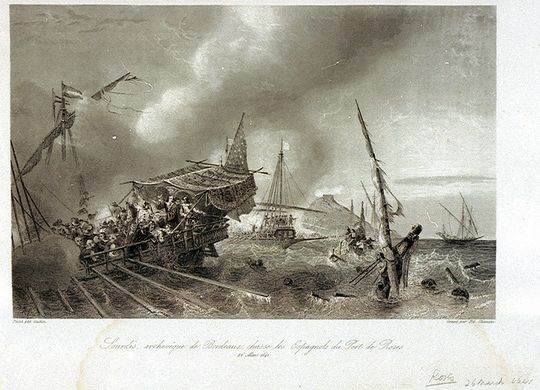
El arzobispo de Burdeos persigue a los españoles hasta el puerto de Roses, el 26 de marzo de 1641.

La armada española, compuesta por 14 galeras castellanas, 7 genovesas, 14 napolitanas y 6 sicilianas se concentraron en Salou, llegando a Tarragona el 30 de junio de 1641 para enfrentarse con la escuadra francesa que bloqueaba el puerto.
Se formaron tres columnas, que entretuvieron a las francesas maniobrando y disparando, creando una cortina de humo que García de Toledo aprovechó para atravesar la línea enemiga y llegando a puerto con su columna, en la que estaban las ocho cargadas de comestibles mientras el resto de galeras se retiraba a Tamarit. Los franceses respondieron quitando anclas y teniendo que remolcar los galeones a las posiciones de batalla por la falta de viento, hundiendo o quemando siete galeras, haciendo encallar tres y una última que fue destruida o capturada, según las fuentes.

## Consecuencias
Aunque los supervivientes se tuvieron que refugiar en la ciudad, la entrega de las provisiones en vano llegaron al puerto, permitieron a la ciudad aguantar su asedio hasta el 20 de agosto, cuando se libró la segunda batalla de Tarragona, levantando definitivamente el asedio.
En total, los españoles perdieron 11 galeras en el puerto y dos que habían sido capturadas en el mar. El resto de la escuadra, con el marqués de Villafranca, que pudo huir del puerto con su galera, se retiraría de nuevo a Peñíscola el 4 de julio, desde donde, con los refuerzos incorporados volvió a atacar la ciudad.
La presencia de la flota francesa en Barcelona impidió que los refuerzos españoles y las provisiones llegaran al norte del Principado, lo que facilitó la ocupación francesa de las villas y fortalezas que todavía quedaban en manos españolas (Perpiñán y Rosas).